# Licia Fertz
Licia Fertz  (Trieste, 28 de febrero de 1930) es una enfermera, modelo y creadora de contenido italiana.

## Trayectoria
Nació en Trieste y pasó los primeros años de su vida en Istria, cuando aquella región pertenecía al Reino de Italia. Tras la Segunda Guerra Mundial, el territorio fue anexionado a Yugoslavia. En 1955, Fertz y su marido tuvieron que unirse al éxodo italiano, expulsados de Istria por el ejército de Tito, y se establecieron en Viterbo, donde Fertz continúa residiendo. Se hizo enfermera, oficio que ejerció hasta su jubilación en 1984. El matrimonio tuvo una única hija, Marina, que falleció con 28 años, y un nieto, Emanuele.
Se hizo popular en las redes sociales cuando, en el 2017, su nieto le abrió una cuenta en Instagram, poco después de quedar viuda. Así se ha convertido en una activista en favor de la positividad corporal y en contra del edadismo. Con 89 años, Fert fue portada de la revista Rolling Stone, posando desnuda. En septiembre de 2020 publicó su autobiografía.

## Reconocimientos
En 2023, Fertz fue incluida en la lista 100 Women que la BBC publica anualmente por su labor en la lucha contra la discriminación por edad y en favor del feminismo y los derechos de la comunidad LGBTI+.